# Landschaftsschutzgebiet Margarethenhof
Das Landschaftsschutzgebiet Margarethenhof ein 33,64 ha großes Landschaftsschutzgebiet (LSG) nördlich von Leitmar um den Margarethenhof im Stadtgebiet von Marsberg. Das Gebiet wurde 2008 mit dem Landschaftsplan Marsberg durch den Kreistag des Hochsauerlandkreises ausgewiesen.

## Beschreibung
Im Landschaftsschutzgebiet Margarethenhof befindet sich fast nur Grünland. Das Gebiet enthält ein Mosaik aus mehrheitlich trockenen, aber im Bereich von Quellen und kleinen Fließgewässerabschnitten auch feuchten bis nassen Grünlandstandorten in überwiegend extensiver Nutzung. Auch diverse artenreiche Feldgehölze. liegen im Gebiet. Das Grünland wird als Weide, meist mit Rindern, und als Mähwiese genutzt.

## Gesetzlich geschützter Biotop im LSG
Im LSG befinden sich ein Gesetzlich geschützter Biotop nach § 30 BNatSchG. Die 1,54 ha große Biotopfläche wird im Biotopkataster vom Landesamt für Natur, Umwelt und Verbraucherschutz Nordrhein-Westfalen als Magerwiesen und -weiden mit dem Namen Hang mit Magergrünland am Margarethenhof geführt. Der Hang mit Magergrünland am Margarethenhof umfasst einen südexponierten Magergrünlandhang. Er ist teilweise mit Wacholdern bestanden, in einem anderen Bereich stehen alte Obstbäume. Am Rand und in der Mitte befinden sich Gebüschbereiche. Das Grünland wird z. T. als Schaf- und Ziegenweide genutzt.

## Schutzzweck
Die Ausweisung erfolgte zur Erhaltung, Ergänzung und Optimierung eines Grünlandbiotop-Verbundsystems in den Talauen und der Magergrünland-Gesellschaften in den Naturschutzgebieten, damit Tiere und Pflanzen Wanderungs- und Ausbreitungsmöglichkeiten behalten, und dient dem Erhalt der Vorkommen geschützter Vogelarten sowie dem Schutz artenreicher Pflanzengesellschaften.

## Rechtliche Rahmen
Das Landschaftsschutzgebiet Margarethenhof wurde als eines von 30 Landschaftsplangebieten vom Typ C, Wiesentäler und ornithologisch bedeutsames Offenland, ausgewiesen. Im Landschaftsplangebiet Marsberg gibt es auch drei Landschaftsschutzgebiete vom LSG Typ A, Allgemeiner Landschaftsschutz, wo unter anderem das Errichten von Bauten verboten ist, ferner 17 Landschaftsschutzgebiete vom LSG Typ B, Ortsrandlagen und Landschaftscharakter, wo zusätzlich Erstaufforstungen und auch die Neuanlage von Weihnachtsbaumkulturen, Schmuckreisig- und Baumschulkulturen verboten sind. Wie in den anderen 29 Landschaftsschutzgebieten vom Typ C im Landschaftsplangebiet Marsberg besteht im LSG Landschaftsschutzgebiet Margarethenhof zusätzlich ein Umwandlungsverbot von Grünland und Grünlandbrachen in Acker oder andere Nutzungsformen. Eine maximal zweijährige Ackernutzung innerhalb von zwölf Jahren ist erlaubt, falls damit die Erneuerung der Grasnarbe vorbereitet wird. Dies gilt als erweiterter Pflegeumbruch. Beim erweiterten Pflegeumbruch muss ein Mindestabstand von 5 m vom Mittelwasserbett eingehalten werden.